# 黒木英充
黒木 英充（くろき ひでみつ、1961年6月　- ）は、日本の歴史学者、東アラブ地域研究者。専門は、東アラブ近現代史、中東地域研究。
東京外国語大学アジア・アフリカ言語文化研究所教授。

## 略歴
東京都生まれ。東京都立府中高等学校卒、1985年東京大学教養学部教養学科第2「アジアの文化と社会」分科卒業、1987年、同大学院総合文化研究科地域文化研究専攻修士課程修了。
東京大学東洋文化研究所助手、東京外国語大学アジア・アフリカ言語文化研究所助手、助教授を経て、同教授。

## 著書

### 編著
- 『「対テロ戦争」の時代の平和構築――過去からの視点、未来への展望』編（東信堂、2008年）
- 『シリア・レバノンを知るための64章（エリア・スタディーズ123）』編著（明石書店、2013年）

### 共編著
- 『アラブ』 (世界の食文化）大塚和夫責任編集, 酒井啓子, 大川真由子, 大坪玲子, 宮治美江子共著. 農山漁村文化協会 2007
- （三浦徹・東長靖）『イスラーム研究ハンドブック』（悠思社、1995年）